# فرانسه ۳۵۰۶
سیارک ۳۵۰۶ (به انگلیسی: 3506 French، نامگذاری:1984CO1) سه هزار و پانصد و ششمین سیارک کشف شده‌است که در ۶ فوریه ۱۹۸۴ کشف شد.
قدر مطلق سیارک برابر ۱۱٫۴۰ است.